# La nuvola in calzoni
La nuvola in calzoni (in russo Облако в штанах?, Oblako v štanach) è un poemetto scritto da Vladimir Majakovskij tra il 1914 e il 1915.
Per la ricchezza del contenuto e l'ampia varietà dei temi affrontati, viene ritenuto tra i testi poetici più rappresentativi del periodo pre-rivoluzionario di Majakovskij.

## La stesura
Vladimir Majakovskij iniziò la stesura de La nuvola in calzoni nel primo semestre del 1914 e terminò nel luglio dell'anno successivo presso Koukkala, una località balneare a nord di San Pietroburgo, dove il poeta si era recato nel mese di maggio. All'inizio del 1915 Majakovskij lesse i versi del poema a Maksim Gor'kij, il quale ricordò così l'evento:
L'episodio trovò spazio anche nelle pagine dell'autobiografia di Majakovskij.

## La pubblicazione
La censura operò grandi tagli al poema e costrinse il poeta a cambiare anche il titolo originale dell'opera.
Ciò che sopravvisse alla censura fu pubblicato dapprima sull'almanacco Il sagittario nel 1915 e poi da Osip Brik nello stesso anno. 
(Vladimir Majakovskij, Io stesso)
Dopo la caduta del regime zarista, Majakovskij poté pubblicare sulla rivista Il nuovo Satirikon (N.11, 17 marzo 1917) i 75 versi censurati. La prima versione integrale del poema fu pubblicata a Mosca nel 1918 dalla casa editrice Asis (Associazione dell'Arte Socialista) fondata dallo stesso Majakovskij. 

### Il titolo
Il titolo originale Il tredicesimo apostolo (in russo Тринадцатый апостол?, Trinadcatyj apostol) fu sostituito da La nuvola in calzoni. In una conferenza tenuta nel marzo 1930 presso la Casa del Komsomol, Majakovskij dichiarò:
Nell'articolo Come comporre versi, Majakovskij raccontò un aneddoto sull'origine dell'espressione Nuvola in calzoni.
Appena lo ebbi detto mi venne in mente che sarebbe potuto venir buono per un verso, sempre che non si fosse subito diffuso di bocca in bocca e sperperato invano. Due anni dopo, Nuvola in calzoni mi servì da titolo per un intero poema.»

### Dedica
L'edizione stampata de La nuvola in calzoni riportava una dedica a Lilja Brik, sebbene non fosse stata lei l’ispiratrice di questo poema.

## Struttura e contenuto
L’opera si presenta in forma di tetrattico, ossia un’icona pieghevole in quattro parti. Nell'edizione integrale del 1918, Majakovskij scrisse nella premessa:
Nei versi, il poeta sovietico mostra tutta la sua complessa e variegata gamma di stati d’animo: in un crescendo di toni, immagini e visioni, si leva stentorea e struggente la voce dell’eroe lirico; ed è nella figura di questo eroe, protagonista del poema, che Majakovskij può o vuole identificarsi. Vede, inoltre, l'amore nel mondo moderno come condannato, distrutto dall'arte, dalla religione e dalla società stessa. La smania di possesso, di esaltazione e idealizzazione che egli riversa nei confronti di un amore sconfinato e tuttavia non ricambiato, lo conducono inevitabilmente a tormentarsi d’ansia e di pena.
Le metafore religiose di cui Majakovskij riempie i suoi versi sono l’espressione più pura di una “volontà universale di assoluto, di un bisogno di amore e di una reazione di rivolta, quando ci si sente cosmicamente derelitti e infelici, non amati da Dio, e non amati da una donna".

### Prologo
Il poema si apre con dei versi dedicati a un certo tipo di lettore il cui cervello viene accostato a “un lacchè rimpinguato su un unto sofà”: schiavo dei propri bisogni fisici, peraltro abbondantemente soddisfatti, se ne sta inattivo a poltrire su un divano sudicio e sporco. Majakovskij intende deridere, "schernire a sazietà" e stuzzicare i cervelli fiacchi e rammolliti di questi lettori.

### I parte
Nella prima parte del poema, è l'attesa della donna amata Maria a trattenere il poeta in una stanza d'albergo. L'arrivo della ragazza, "tagliente come un «eccomi!»" e la notizia del suo imminente fidanzamento, innescano nel poeta, dal volto imperturbabile, un'esplosione interna di emozioni distruttive e metafore furiose.

### II e III parte
Nella seconda e nella terza parte del tetrattico, il poeta sfoga attacchi brutali alla poesia contemporanea e alla religione, profetizzando la rivoluzione e l'emergere della nuova umanità liberata: il protagonista, un autodefinitosi "Zaratustra dalle labbra urlanti", si vede come un uomo nuovo ed entra nelle strade senza lingua per pronunciare il proprio Sermone del Monte, pronto a "strappare l’anima degli uomini, e dopo averla calpestata, restituirla indietro insanguinata come un vessillo".

### IV parte
La quarta e ultima parte vede il ritorno del protagonista a essere tormentato da un amore non corrisposto, che alla fine lo porta all'atto del Deicidio; la colpa di Dio è quella di aver creato un mondo infelice, dove l'amore non corrisposto è possibile:
чтоб было без мук

целовать, целовать, целовать?!»
di baciare, baciare e ribaciare

senza tormenti?!»
(Vladimir Majakovskij, La nuvola in calzoni, vv. 696-698. Traduzione di Angelo Maria Ripellino)

## L'amore non corrisposto per Maria
Il soggetto dell'amore non corrisposto di Majakovskij era Maria Alexandrovna Denisova, che il poeta incontrò a Odessa durante il viaggio dei futuristi del 1913. Nata nel 1894 a Kharkov da una povera famiglia di contadini, Maria all'epoca risiedeva presso la famiglia di sua sorella (il cui marito Filippov era un uomo benestante) ed era una studentessa della scuola d'arte. Il poeta Vasilij Kamenskij descrisse Denisova come «una ragazza di una rara combinazione di qualità: bell'aspetto, intelletto acuto, forte affetto per tutte le cose nuove, moderne e rivoluzionarie.»
La sorella di Maria, Ekaterina Denisova, che gestiva un salotto letterario nella sua abitazione, invitò a casa i tre ormai famosi giovani poeti futuristi, Majakovskij, Burljuk e Kamenskij. Maria e Vladimir si erano già incontrati tre settimane prima alla mostra di Mir iskusstva, sebbene questo incontro fosse stato fugace. Majakovskij se ne innamorò immediatamente e perdutamente, e le diede il soprannome di Gioconda. Nella prima parte del poema, Majakovskij ricorda beffardamente:
вы — Джиоконда,

которую надо украсть!»
che bisognava rubare!»
(Vladimir Majakovskij, La nuvola in calzoni, vv. 131-133. Traduzione di Angelo Maria Ripellino)
L'intensità della passione di Majakovskij era fuori dal comune, e divenuta ormai insopportabile. Secondo Kamenskij, il giovane poeta soffriva immensamente e affrettava freneticamente le cose, non curandosi di quella che riteneva essere l'indecisione e la pignoleria della ragazza. Sembrava che avesse completamente frainteso la situazione: Maria, a differenza della sorella, non era affatto impressionata né dai futuristi, né da Majakovskij. 
A metà degli anni '10, Maria Denisova si trasferì in Svizzera con il suo primo marito, per poi fare ritorno nella Russia sovietica quando suo marito si trasferì in Inghilterra. Combatté nella guerra civile russa e sposò il generale dell'Armata Rossa Efim Shchadenko. Maria e Majakovskij intrapresero una corrispondenza epistolare, già al ritorno di Maria in Russia.
Maria divenne un'affermata scultrice monumentale sovietica, una delle sue opere più note è Il poeta del 1927: il ritratto è tragico, il volto di Majakovskij è raffigurato con pieghe profonde che si estendono dalle labbra al mento, e la testa del poeta è immersa nel cemento, fino ad affondarvi. Nel ritratto, per così dire, è già visibile il tragico finale del suo destino. In una lettera a Majakovskij, Maria spiegò così le sue intenzioni: "L'opera Il poeta è costruita su un angolo acuto - e in effetti tu sei un angolo acuto".
Stando a una lettera del 21 dicembre 1928, Maria divorziò dal marito proprio a causa della scultura; nella lettera, Maria ringrazia Majakovskij per l'aiuto economico ricevuto da lui e fa un riferimento ad alcuni incontri precedenti tra i due.
Alla fine degli anni '30, e dopo la morte di Majakovskij, Maria cadde nell'oscurità e la sua produzione artistica si interruppe del tutto. Si suicidò poi nel 1944, buttandosi dal decimo piano di un edificio.

## Riferimenti nella cultura di massa
Nello Spettacolo-concerto Majakovskij, Carmelo Bene interpretò alcuni estratti de La nuvola in calzoni di Majakovskij. Nel 1974 andò in onda sulla Rai una versione televisiva dello spettacolo, intitolata Quattro modi di morire in versi.

## Edizioni italiane
- Vladimir Majakovskij, Opere scelte. Poesie, poemi, teatro, a cura di Angelo Maria Ripellino, Milano, Feltrinelli, 1967.
- Vladimir Majakovskij, La nuvola in calzoni, a cura di Remo Faccani, Venezia, Marsilio, 1989.
- Vladimir Majakovskij, La nuvola con le braghe: il tredicesimo apostolo, a cura di Piero Marelli, Milano, La vita felice, 2010, OCLC 800203837.
- Vladimir Majakovskij, La nuvola in calzoni, a cura di Ferruccio Martinetto, Firenze, Clinamen, 2011, OCLC 955969876.
- Vladimir Majakovskij, La nuvola in calzoni: tetrattico, a cura di Remo Faccani, Torino, Einaudi, 2012, OCLC 849037962.